# Alberto Suárez Laso
Alberto Suárez Laso (nascido em 19 de dezembro de 1977) é um atleta paralímpico espanhol. Representou a Espanha nos Jogos Paralímpicos de Verão de 2012 em Londres, onde ganhou a medalha de ouro. Também participou dos Jogos Paralímpicos de 2016 no Rio de Janeiro, conquistou a prata.